# Чайковицька сільська рада
Чайковицька сільська рада — орган місцевого самоврядування у Самбірському районі Львівської області. Адміністративний центр — село Чайковичі.

## Загальні відомості
Чайковицька сільська рада утворена в лютому 1940 року. Територією ради протікає річка Дністер.

## Населені пункти
Сільській раді підпорядковані населені пункти:
- с. Чайковичі
- с. Колбаєвичі

## Склад ради
Рада складається з 16 депутатів та голови.

### Керівний склад попередніх скликань
| ПІБ                     | Основні відомості                                                                                | Дата обрання | Дата звільнення |
| ----------------------- | ------------------------------------------------------------------------------------------------ | ------------ | --------------- |
| Сарафин Любов Євгенівна | Сільський голова, 1960 року народження, освіта незакінчена вища                                  | 26.03.2006   | 31.10.2010      |
| Сарафин Любов Євгенівна | Сільський голова, 1960 року народження, освіта незакінчена вища, Політична партія «Наша Україна» | 31.10.2010   |                 |

Примітка: таблиця складена за даними джерела